# James Gregory
James Gregory, FRS, škotski matematik in astronom, * november 1638, Drumoak pri Aberdeenu, Škotska, † oktober 1675, Edinburgh.

## Življenje in delo
Gregory je bil profesor na Univerzi svetega Andreja in Univerzi v Edinburghu.
Leta 1660 je objavil delo Optica Promota, kjer je opisal zrcalni daljnogled. Leta 1663 je predložil brezhiben načrt za tip zrcalnega daljnogleda, kjer naj bi bilo drugo vboklo elipsoidno zrcalo za prvim goriščem p´, z razliko od Cassegrainovega tipa kjer je bilo drugo izboklo zrcalo hiperboloidno in pred prvim goriščem p´, kjer bi bila navidezna slika. V prvem zrcalu je pri obeh tipih luknja kjer gledamo sliko p" z navadnim okularjem. Ne Gregory ne Cassegrain nista mogla praktično preizkusiti svojih načrtov, ampak jih je uresničil Newton leta 1668 s preprostejšim tipom, kjer stoji pred prvim goriščem p´ poševno ravno zrcalo, ki usmerja sliko v p" pravokotno na os glavnega zrcala. Gregoryjev poskus, da bi sestavil daljnogled po svojem načrtu se je končal z neuspehom predvsem zato, ker še niso znali primerno zbrusiti leč, tako da bi dobile natančno zaželeno obliko. Prvi daljnogled Cassegrainovega tipa pa je izdelal Short, ki je sicer izdelal večino daljnogledov Gregoryjevega tipa in nekaj Newtonovega tipa.
Gregory je bil navdušen opazovalec neba in je oslepel najbrž zaradi napenjanja oči pri gledanju skozi daljnoglede. Umrl je mlad. Kljub temu je še dočakal, da je Hooke, Newtonov zagrizeni nasprotnik sestavil zrcalni daljnogled Gregoryjevega tipa in ga predstavil Kraljevi družbi. Njegov tip je bil v začetku v prednosti od Cassegrainovega, ker je bilo tedaj težko izdelati izboklo zrcalo, pozneje pa je prevladal strnjen Cassegrainov tip.
Gregory je bil prvi matematik, ki se je načrtno ukvarjal s konvergentnimi vrstami. Besedo konvergenca so vzeli iz optike, kjer jo srečamo pri lečah. Takšne vrste imajo končno vsoto, čeprav so sestavljene iz neskončnega števila členov, ki so seveda z naraščajočim vrstnim številom n vse manjši in končno ne prispevajo več nič. To je končno strlo Zenonov paradoks o Ahilu in želvi. Leibniz je v delu Obratna metoda tangent ali o funkcijah iz leta 1673 zapisal konvergentno vrsto, ki jo je leta 1667 v delu Kvadratura kroga in hiperbole (Vera Circuli et Hyperbolae Quadratura) odkril Gregory pri reševanju kvadrature kroga z opisovanjem mnogokotnikov krogu in hiperboli:
{\displaystyle \pi =4\sum _{k=1}^{\infty }{{(-1)^{k\mp 1}} \over {2k-1}}=4\left[1-{1 \over 3}+{1 \over 5}-{1 \over 7}+{1 \over 9}-{1 \over 11}+\;...\;\right]\!\,.}
Vrsto je poznal že Madhava. Podobno potenčno vrsto za razvoj obratne trigonometrične funkcije tangensa je že dvesto let prej razvil Somajadži, ki jo danes zapišemo kot:
{\displaystyle \mathrm {arc} \;\mathrm {tg} \;x=x-{x^{3} \over 3}+{x^{5} \over 5}-{x^{7} \over 7}+\,...\,\quad {\hbox{pri}}\;-1<x\leq 1\!\,.}
Če vanjo vstavimo x = 1, dobimo Leibnizevo vrsto, ki je njen poseben primer. Leibniz je že razlikoval racionalna, algebrska in transcendentna števila, čeprav teh pojmov ni pobliže razjasnil. Newton je menil, da bi morali za izračun 20 decimalk števila π po zgornji enačbi imeti približno 5 milijard členov te vrste in bi po tedanjih postopkih računanja za to potrebovali okoli tisoč let. In res, z milijon členi te vrste 'prilezemo' šele do pete decimalke in je vrednost te vrste:
{\displaystyle \pi \approx 3,14159703254699707\!\,.}
Pri 10. milijonih členih je točna šele 6. decimalka:
{\displaystyle \pi \approx 3,1415927535898369\,\!}
in pri 100. milijonih členih je točna šele 7. decimalka:
{\displaystyle \pi \approx 3,1415926635893685\!\,.}
Gregory je v delu Kvadratura kroga in hiperbole dejansko hotel dokazati, da sta π in e transcendentni števili, vendar je bila njegova pot napačna.
V pismu Collinsu je podal pripombo, ki nakazuje, da se je začel zavedati, da algebrske enačbe pete stopnje ali več nimajo rešitev v radikalih, kar je vsebina osnovnega izreka analize.
David Gregory je bil njegov nečak.

## Priznanja

### Poimenovanja
Po njem se imenuje krater Gregory na Luni. Krater Gregory na Veneri se imenuje po Isabelli Augusti Gregory.